# Дудар Антін Петрович
Антін Петрович Ду́дар (5 травня 1886, с. Великі Бірки, нині смт, Тернопільська область — жовтень 1919, м. Бар, Вінницька область)  — український правник, військовик. Поручник УГА.

## Життєпис
Антін Петрович Дудар народився 5 травня 1886 року в с. Великі Бірки (нині смт Тернопільського району Тернопільської області, Україна) в селянсько-міщанській сім'ї.
У рідному селі навчався в початковій школі, яку успішно закінчив 1898 року. В тому ж році продовжив навчання в «І-й цісарсько-королівсьскій вищій гімназії Франца-Йосифа» (згодом Тернопільська українська гімназія) де з жовтня 1898 відкрився набір у перші класи з «руським викладовим язиком» — українською мовою. В 1912 закінчив правничий факультет Львівського університету.
Відбувши правничу практику, працював помічником адвоката в Теребовлі. Під час Першої світової війни воював у австрійській армії. Потрапив до російського полону, звідки втік з групою українських старшин у січні 1917. В листопаді 1918 року добровільно зголосився до УГА. Під час Листопадового Зриву командант залізничного двірця (вокзалу) в Тернополі, згодом поручник УГА, старшина Запасного Коша в Тернополі, а потім — командант сотні Восьмої (Галицької) бригади УГА.
Помер у жовтні 1919 р. від епідемічного висипного тифу в «чотирикутнику смерті» в м. Барі Вінницької області.